# Antoine Ouellette
Répertoire
Grégorien, sacré, classique, contemporain
Antoine Ouellette, né en 1960 à Montréal, est un compositeur, musicologue, biologiste et écrivain canadien.

## Biographie
Né en 1960, Antoine Ouellette grandit dans le quartier d'Outremont à Montréal. On retrouve dans sa famille une sensibilité artistique : son père est un passionné d'histoire et de littérature et s'adonne à l'écriture de poèmes, dont certains sont lus à la radio par des artistes connus, tel Raymond Lévesque. Sa mère pratique la peinture. Son arrière-grand-père, quant à lui, était violoniste de folklore.    
Enfant solitaire, il aime s'absorber dans l'observation des disques vinyles qu'il écoutait en boucle et regardait tourner jusqu'à l'obsession tels ceux d'Elvis Presley, allant jusqu'à en confectionner en carton, dessinant même les sillons et imaginer des titres. Son premier contact avec la musique classique est L'Enfant et les Sortilèges de Ravel. Il écoute cette œuvre jusqu'à en connaître les moindres détails. Enfant atypique et hypersensible, il devient la cible de ses camarades. Cette intimidation qui dure tout le temps de son adolescence lui laisse les séquelles d'un stress post-traumatique à l'âge adulte.  
C'est à la suite d'une longue et difficile période de transition au fil de ses études et de sa carrière, qu'il est diagnostiqué autiste Asperger à l'âge de 47 ans,. 
Parallèlement à l'étude du piano puis du violoncelle, Antoine Ouellette suit une double formation en sciences biologiques en écologie et en musicologie à l'Université de Montréal. Il enseigne l'histoire de la musique et la musicologie à l'Université du Québec à Montréal (UQÀM). En 2006, il soutient une thèse interdisciplinaire intitulée Le chant des oyseaulx : comment la musique des oiseaux devient musique humaine, et obtient le titre de Philosophiæ doctor, en Étude et pratique des arts (UQÀM).   
Antoine Ouellette assure la direction de chœurs grégoriens à Montréal. En 2018, il est chef de chœur de l'Ensemble Grégoria à Sorel-Tracy.   
Il s'intéresse également à la danse indienne et au Bharata natyam qu'il pratique quelques années et qui lui inspire la composition musicale d'un ballet commandé par Sattvika Danse. 
Certaines de ses conférences, dans un contexte scientifique et social, sont en lien avec ses qualités d'intervenant psychosocial et de mentor auprès de personnes autistes, et/ou souffrant de troubles de l'anxiété. Il est régulièrement invité à intervenir lors de salons, colloques ou par des associations, cliniques et centre de ressources pour l'autisme pour partager son expérience et ses connaissances sur cette différence neuro-développementale,. 
Il est également cofondateur et membre actif d'Aut'Créatifs, mouvement de personnes autistes pour la valorisation de l'autisme et la reconnaissance de la neurodiversité.      
En 2013, il reçoit la médaille du jubilé de diamant de la reine Élisabeth II, pour sa contribution à la cause de l’autisme et pour ses réalisations dans le domaine musical.

## Publications
En 2008, il reprend sa thèse dans un livre homonyme Le chant des oyseaulx pour lequel il reçoit en 2009 la Mention d'excellence au Prix de l'essai de la Société des écrivains francophones d'Amérique,. Une deuxième édition revue, augmentée et mise à jour paraît en 2020.
En 2011 et 2018 pour la seconde édition, il publie Musique autiste. Vivre et composer avec le syndrome d'Asperger, préfacé par le Docteur Laurent Mottron,. L'écriture de ce livre a été soutenue par l'obtention d'une bourse du Conseil des Arts et des lettres du Québec (CALQ). Antoine Ouellette sort finaliste du Prix Hubert-Reeves en 2012 pour cette édition.  
Parallèlement à son travail d'intervenant dans un réseau d'entraide pour personnes souffrant de troubles anxieux avec ou sans autisme, à la Clé des Champs (organisme communautaire) il publie en 2015 en collaboration : Approche globale pour personnes autistes. La clé pour maîtriser les troubles anxieux.  chez La Clé des Champs (142 pages).
En 2017, il publie Pulsations. Petite histoire du beat. Ce livre a été écrit grâce à une Bourse de perfectionnement longue durée,.
Antoine Ouellette a été écrivain invité au Salon du livre de Paris en 2014,, à la Foire du livre de Bruxelles en 2013,, au Salon du livre et de la presse de Genève en 2012, au Salon du livre de Québec 2012 et 2014 ainsi qu'au Salon du livre de Montréal en 2011 et 2017.

## Compositions musicales
Antoine Ouellette est l'auteur de plus de soixante-dix partitions à ce jour éditées pour la plupart par le Centre de musique canadienne (CMC),.
Ses compositions musicales prennent leurs sources dans la tradition classique occidentale avec la musique sacrée et médiévale qu'il a étudiées. Il y intègre des données provenant de l'étude de la nature, son environnement sonore, rythmique et biologique. Par cette évocation, il invite la civilisation humaine à une meilleure harmonisation avec cette dernière. Son dernier livre Pulsations. Petite histoire du Beat synthétise cette recherche globale et inclusive,. La musique d'Antoine Ouellette, qu'il définit lui-même comme « Nouvelle musique classique », présente une palette aussi large que diversifiée tant dans les genres que dans les formes.
Nombreuses sont les œuvres sacrées et d'inspiration religieuse qui illustrent la foi catholique du compositeur tels que motets, symphonies sacrées pour chœur a capella, oratorios L'Amour de Joseph et Marie (opus 23),, œuvres liturgiques pour voix solistes Paroles en Croix (opus 50), La dernière Cène (opus 55), instrumentales Au Jardin de Gethsémani (opus 3), Une Messe pour le Vent qui souffle (opus 18). Cette œuvre pour orgue fut interprétée par Patrick Wedd dans le cadre des concerts Spirituart à l'église Saint-Jean-Baptiste de Montréal,,.
Ses créations vocales s'inspirent de sujets éclectiques comme son requiem amérindien Gravures (opus 14) à la mémoire de l'artiste-graveur Benjamin Chee Chee, son conte urbain et instrumental Le chat (opus 30) pour conteur ou ses chants de l'Autre Isthme (opus 54; 2017) sur des poèmes de Coralie Adato.  
Il compose aussi pour orchestre symphonique, à vent, à cordes.   
Le 12 juillet 2008, Joie des Grives (opus 32) fut donnée lors du  Festival International de Lanaudière dirigé par Jean-Marie Zeitouni. Perce-neige (opus 29), par l'orchestre symphonique de l’Île-du-Prince-Édouard, au centre des arts de la Confédération à Charlottetown dirigé par James Mark le 15 février 2009.   
Après les représentations en mars 2014 par des musiciens du Conservatoire Régional de Lyon en partenariat avec le Centre de Ressources Autistiques (CRA) d'Auberivière (opus 44) pour flûte solo et de Dent-de-Lion (opus 47) pour hautbois solo, une carte blanche est donnée en décembre 2016 à Antoine Ouellette par le Conservatoire Régional de Lyon dans le cadre d'un projet liant aussi un cycle de conférences sur les oiseaux et sur l'autisme avec l'hôpital du Vinatier et l'association Autism'harmonie,. Roseaux (opus 38) œuvre pour orchestre à cordes et cor anglais soliste, Roseraie (opus 26) pour petite formation, alto et hautbois solistes dirigée par Antoine Ouellette lui-même, Rivages (opus 49) pour clarinette seule et Bourrasque (opus 16) pour flûte seule seront jouées,.   
Certains titres donnés par Antoine Ouellette évoquent sa condition d'homme à la fois autiste, biologiste-écologiste et ornithologue,: Musica autistica (opus 46), Sattvika : l’Oiseau danse (opus 39) l'une de ses compositions pour musique scénique pour ballet,; mais aussi dans ses créations pour instruments solistes ou de petite formation: Solitudes (opus 1.2) pour violoncelle; Fougères (opus 34); Bétulaie (opus 27b); Paysage (opus 10) pour quatre pianos ou Musique sous les étoiles (opus 25) pour basson qui fut créée à Bordeaux avec Franck LeBlois soliste et aussitôt reprise au Colloque International de Basson à Angoulême mais aussi Océane (opus 52) pour cor anglais et contrebasse en création à Lyon (mars 2018) ou L'Esprit Envoûteur (opus 9) sa Symphonie concertante pour flûte alto, harpe et orchestre de chambre (cordes et percussions), d'après une légende amérindienne de Gaspésie...

## Discographie
- 2005 : Œuvres pour piano : Épervière, Bonheurs, Horizon, interprétées par le pianiste letton Valentin Bogolubov. AO 103 (2005)
- 1996 : Suite celtique (Danièle Habel, harpe), et Une Messe pour le Vent qui souffle (Patrick Wedd, orgue). SNE 611 (1996)[51]
- 1992 : Bourrasque; Au jardin de Gethsémani; Psaume; Seconde Sonate pour violoncelle et piano. Paola Secco (flûte), Sylvie Lambert (violoncelle), Allan Sutton (piano et piano électrique). SonoREM S-120401